# Saúdský rijál
Rijál (arabsky رريال سعودي‎, kód podle ISO 4217 SAR) je měna v Saúdské Arábii. Je dělena na 100 halalas, někdy označované jako (arabsky هللة‎). Název „rijál“ má saúdská měna společný s několika dalšíma v prostoru Arabského poloostrova a Perského zálivu.

## Mince a bankovky
Mince jsou raženy v nominálních hodnotách 1, 5, 10, 25 a 50 halalas, 1 a 2 rijály. Na minci 1 rijálu má na aversu podobiznu král Salmán bin Abd al-Azíz, na dvourijálové král Abd al-Azíz ibn Saúd, na halalasových mincích pak je vyobrazen státní znak Saúdské Arábie.
Bankovky mají hodnoty 5, 10, 50, 100, 200, 500 rijálů. Na bankovkách je vyobrazen král Salmán bin Abd al-Azíz (5, 10, 50, 100 rijálů), případně Salmán bin Abd al-Azíz (200 a 500 rijálů).

## Pevný směnný kurz
Již od roku 1986 je saúdská měna pevně vázaná na americký dolar v poměru 1 USD = 3,75 SAR.
Na americkou měnu je v obdobném fixním poměru navázán dirham Spojených arabských emirátů AED a katarský rijál QAR a přibližně v desetinásobně vyšším kurzu i bahrajnský dinár BHD a ománský rijál OMR. Tyto měny mají tedy mezi sebou obdobnou hodnotu (respektive desetinovou): 1,00 SAR = 0,971 QAR = 0,979 AED = 0,100 BHD = 0,103 OMR.